# Ich war den Hunnen untertan

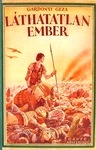
Titelblatt der Ausgabe von 1943

Ich war den Hunnen untertan (ungarisches Original: A láthatatlan ember, Der unsichtbare Mensch – auf Deutsch auch als Wer bist du erschienen) ist ein historischer Roman des ungarischen Schriftstellers Géza Gárdonyi aus dem Jahr 1902.

## Handlung
Der Roman spielt im 5. Jahrhundert nach Christus, zur Zeit des Hunnenkönigs Attila. Der junge byzantinische Sklave Zeta wird vom Rhetor Priskos gekauft und als sein Schüler aufgezogen. Bei einer diplomatischen Reise des Priskos zu den Hunnen, die das Oströmische Reich bedrohen, reist Zeta mit. Während der Reise lernt der Sklave von einem Gefangenen die hunnische Sprache, so dass er sich bei der Ankunft bereits gut verständigen kann. Auf dem Hof des Hunnenkönigs sieht er die junge Adelige Emőke und verliebt sich augenblicklich in sie. Er entkommt heimlich seinem zurückreisenden Herrn Priskos und kehrt zu den Hunnen zurück mit einem gefälschten Brief, in dem steht, dass Priskos seinen Sklaven Zeta dem Hunnenkönig geschenkt habe. Von nun an lebt er auf dem Hof des Attila und schwärmt für Emőke, die von seiner Liebe freilich nichts ahnt. Die aufmerksamen und liebevollen Zuwendungen der römischen Sklavin Dsidsia ignoriert er freilich zunächst.
Als es zum Kampf kommt, nimmt Zeta an der Schlacht auf den Katalaunischen Feldern im Jahr 451 teil, die zum dramatischen Höhepunkt des Romans wird. Er überlebt schwer verwundet und kann an den Hof des Hunnenkönigs zurückkehren. Als Attila stirbt, wird Zeta dazu eingeteilt, als einer der Sklaven dessen Grab im Flussbett der Theiß zu graben. Doch im letzten Augenblick bittet ihn Emőke, seinen Platz beim Begräbnis einnehmen zu dürfen. Im Nachhinein erfährt Zeta die schreckliche Wahrheit: Die Sklaven wurden nach dem Begräbnis des Attila alle getötet und mit ihm gemeinsam begraben; Emőke war heimlich in den verheirateten Hunnenkönig verliebt und wollte ihm in den Tod folgen, indem sie sich als Sklave verkleidete. Nach diesem Schock ist Zeta nun innerlich frei von seiner hoffnungslosen Schwärmerei für die hunnische Adelige und erkennt, dass Dsidsia jene Frau ist, die ihn wirklich liebt.

## Nachwirkung
Der Roman erschien 1902 beim Budapester Verlag Singer & Wolfner. Er gehört bis heute neben Egri csillagok (Die Sterne von Eger) zu Gárdonyis bekanntesten und beliebtesten Romanen. Der Autor ließ neben historischen Ereignissen und Figuren wie Priskos oder die Schlacht von Catalaunum auch Legendenhaftes einfließen, etwa die Sage, wonach das nie gefundene Grab des Attila sich im Flussbett der Theiß befinde. Gemäß der ungarischen Tradition, die seit dem Mittelalter die Hunnen als Verwandte der Magyaren ansah, stellt der Roman die Hunnen und ihre Führerschaft trotz ihrer Wildheit und Barbarei als faszinierend und bewundernswert dar.

## Links
- Der Roman im Volltext (Magyar Elektronikus Könyvtár)